# Hip hop tedesco
L'hip hop tedesco è un sottogenere della musica hip hop nato in Germania che secondo le statistiche di vendita è il terzo bacino d'utenza del mondo per questo genere musicale, dopo gli Stati Uniti e la Francia.

## Storia
Durante gli anni 1980 elementi della cultura hip hop come i Graffiti Writing e la break dance iniziarono a diffondersi anche nell'Europa occidentale. La musica hip hop iniziò a diventare un fenomeno commerciale solo nell'ultima metà del decennio.
Nei primi anni 1990, Die Fantastischen Vier (The Fantastic Four) diventarono il primo gruppo musicale hip hop tedesco a raggiungere un certo successo commerciale, contribuendo a diffondere il genere. Secondo un servizio dell'European Music Office intitolato Music in Europe, Die Fantastischen Vier originariamente attiravano un pubblico giovane, ma erano spesso accusati di essere degli 'Spassrapper' (artisti rap dediti semplicemente al divertimento, senza un reale spessore musicale). Nel 1994 il Rödelheim Hartreim Projekt a Francoforte sul Meno portò un suono più duro sul mercato dell'hip hop di lingua tedesca, facendo conoscere artisti come Moses P. e portando al successo presso il grande pubblico artisti come Sabrina Setlur e Xavier Naidoo nel lasso di tempo che va fino alla fine del decennio. 
Artisti come Advanced Chemistry e la rapper Cora E. furono rappresentativi di un tipo di hip hop maggiormente corrispondente alle radici dell'hip hop statunitense, anche se molto lontano dal successo commerciale e dalla cosiddetta Neue Schule nata attorno alla metà degli anni novanta. Amburgo e Stoccarda furono i principali centri di diffusione commerciale dell'hip hop con gruppi come Fettes Brot, Fünf Sterne Deluxe e Absolute Beginner per la prima, e Massive Töne e Freundeskreis per la seconda.
Attualmente, il rap di lingua tedesca è evoluto in forme d'arte sfaccettate comprendendo stili come il Battle rap (Kool Savas, Azad), Gangsta rap (Bushido, sido), Conscious hip hop (Curse) ed artisti dai contorni musicali meno netti come Samy Deluxe, Eko Fresh, oltre a rapper in lingua inglese come Raptile o Beginner.
Le principali etichette che trattano l'hip hop tedesco sono  Optik Records, Deluxe Records, Ersguterjunge, Four Music e Aggro Berlin  Archiviato il 28 luglio 2005 in Internet Archive..
Una delle principali distributrici di hip hop tedesco è l'etichetta  Groove Attack che si occupa anche di pubblicare diverse produzioni rap statunitensi.